# Godefroid Camauër
 (décembre 2020).
Si vous disposez d'ouvrages ou d'articles de référence ou si vous connaissez des sites web de qualité traitant du thème abordé ici, merci de compléter l'article en donnant les références utiles à sa vérifiabilité et en les liant à la section « Notes et références ».
Godefroid Matthieu Julien Camauër, né à Berg-op-Zoom, le 31 mai 1821 et mort à Huy, le 18 octobre 1884, est un compositeur belge né dans le royaume uni des Pays-Bas.

## Biographie

### Jeunesse
Fils du contrôleur des impôts et mélomane Pieter Joseph Camauër et de Cornelia Levina Lambersij, Godefroid Camauër passe son enfance et son adolescence aux Pays-Bas, à Berg-op-Zoom puis à Tilbourg. Il est initié à la musique dès son plus jeune âge et excelle dans ce domaine,. À 18 ans, il entre au Conservatoire royal de musique de Liège, où il étudie sous la direction de Joseph Daussoigne-Méhul et où il décroche en moins de deux ans le prix de piano, tout en perfectionnant l'étude du violon et de l'harmonie. Ses premières compositions sont signées Frédéric Camauër, nom sous lequel il s'est inscrit au Conservatoire.

### Carrière
En 1840, il est nommé maître de chapelle à la collégiale de Huy. C'est dans cette ville qu'il passera le reste de sa vie. Il est rapidement nommé professeur de musique dans différentes écoles. Il donne également des cours gratuits de solfège et s'emploie à former les jeunes au chant choral.
Dès 1841, il fonde un ensemble vocal, la Société Lyrique. Puis en 1853, il constitue un chœur d'hommes, la Société d'Amateurs, qui obtient le 2e prix des villes de second rang au concours de chant choral de Liège, en juin 1853. Une section d'harmonie viendra bientôt s'y ajouter. La Société d'Amateurs est présidée par Eugène Godin. En 1855, celle-ci remporte un premier prix à Bruxelles ainsi qu'un second prix à Liège. En 1856, c'est le prix des villes de second rang au concours de Gand qui vient récompenser les efforts de la Société d'Amateurs.
La même année, Camauër achève la composition d'un opéra-comique, Grétry à Versailles, qui sera représenté à Huy, puis au théâtre de Liège l'année suivante, sous le titre Grétry à Fontainebleau. La réception sera positive. L'idée de citer l'air du Zémire de Grétry est appréciée par le public et par la critique.
En 1857, la Société obtient le premier prix au concours de Louvain, et en 1860, le prix d'excellence au concours de chant d'ensemble de Liège. À celui d'Aix-la-Chapelle en 1862, la section chant obtient un prix d'honneur, tandis que la section d'harmonie remporte le premier prix.
À l'occasion des Fêtes septennales en 1865, le duc de Brabant se rend à Huy le 14 août. Pour la circonstance, Camauër compose une cantate, le Salut au Prince Royal. Devenu roi, Léopold II ne l'oubliera pas : en 1866, il offrira au compositeur une épingle montée en diamant, en souvenir de ce bel accueil. La même année, Camauër participe au jury d'un concours de chant à Malines.
Ses talents de directeur, Camauër les consacre également à la Garde civique, dont il est le chef du corps de musique, et avec laquelle il se produit à plusieurs reprises au profit d'associations caritatives.
L'année 1867 sera celle de la consécration pour le musicien et chef de chœur. La Société d'Amateurs s'inscrit au grand concours international de chant d'ensemble et d'harmonie organisé dans le cadre de l'Exposition universelle de Paris. Le 12 août, la section d'harmonie et son directeur se voient attribuer le premier prix de la division supérieure. Le 13, c'est au tour de la section chorale de décrocher, par acclamation et sans délibération du jury, le prix d'excellence entre les sociétés étrangères, et ensuite le grand prix d'honneur de tout le concours. Le lendemain, la Société d'Amateurs exécute au Cirque des Champs-Élysées les deux chœurs qui lui ont valu la victoire, en présence de l'Impératrice Eugénie, qui félicite personnellement Godefroid Camauër et Eugène Godin. Une médaille d'or est également offerte par l'empereur des Français. Le retour à Huy est triomphal : fleurs, banderoles et une foule nombreuse attendent les choristes à la descente du train. Une réception à l'hôtel de ville ainsi qu'un banquet avec feux d'artifice viendront célébrer la performance des Amateurs. Celle-ci vaudra également Godefroid Camauër de recevoir des mains du roi, en janvier 1868, les insignes de chevalier de l'ordre de Léopold. À la suite de ce succès, les Amateurs seront invités à se produire dans différentes salles à travers le pays.
Vers la fin des années 1860, Camauër quitte son poste de maître de chapelle à la collégiale, pour des raisons d'ordre politique.
Les dernières années de sa vie, le compositeur les consacrera principalement à l'enseignement de la musique. Il est unanimement reconnu pour son grand talent pédagogique et son enthousiasme à partager l'amour de la musique, aussi bien aux musiciens confirmés qu'aux néophytes.
En août 1883, la Liedertafel de Tilbourg donne un concert en hommage à Camauër, en sa présence, et interprète notamment le chœur Christophe Colomb.

## Descendance
De son mariage avec Émilie de Francquen (nl) (1822-1861), Godefroid Camauër a eu trois fils : Godefroy, qui occupera le poste de Secrétaire Général de la Compagnie internationale des wagons-lits fondée par Georges Nagelmackers, et sera le grand-père du philosophe Gilles Deleuze, Armand, décédé à l'âge de 19 ans et Jules, avocat et publiciste, dont la très nombreuse descendance vit principalement en Belgique.
Par cette première union, Camauër devient le cousin par alliance du compositeur et violoniste Charles-Auguste de Bériot.
Veuf, il se remarie avec Pélagie Préalle, dont il a cinq enfants : Emma, qui épousera le violoniste et compositeur Félix Renard, Gustave, qui s'expatriera en Argentine et compte parmi ses descendants l'écrivain et philosophe Solange Camauër (es), Armand, Levina et Marie.

## Postérité
Les nombreux hommages rendus à l'occasion de ses obsèques en 1884 témoignent du fait que Camauër jouissait d'une estime au sein du monde musical belge. Son œuvre tombera ensuite progressivement dans l'oubli, pour être redécouverte au début des années 1980. L'année du centenaire de son décès verra la sortie d'un disque comprenant la Messe Solennelle de 1860 exécutée par la Chorale Royale Saint-Rémy sous la direction de Philippe Mercier ainsi que la Messe de Requiem de 1853 chantée par le chœur d'hommes Le Petit Orgue sous la direction de Dirk De Moor. Diverses festivités seront organisées à cette occasion, par des passionnés et des descendants du compositeur, sous la houlette de Bernard Camauër.
À la suite des festivités de 1984, la Ville de Huy baptise le kiosque autrefois construit par la Société d'Amateurs Kiosque Godefroid-Camauër. Actuellement en cours de restauration,, celui-ci sera réinauguré en 2021.
Sa tombe reste visible au cimetière de la Buissière à Huy (chemin 17/876).

## Œuvres
- Un loisir. Galop pour le piano à quatre mains, Huy, 1843 (sous le nom de Frédéric Camauër)
- Fantaisie à quatre mains, arrangée pour le piano sur des motifs de Lucie de Lammermoor, Huy, 1843 (sous le nom de Frédéric Camauër, dédié à ses élèves Mesdemoiselles Clémentine et Joséphine Delloye)
- De Profundis, hymne à quatre voix avec accompagnement de grand orchestre, composé en mémoire de la mort de feu Sa Majesté Guillaume II, Roi de Hollande, Prince d'Orange-Nassau, Grand-Duc de Luxembourg, Duc de Limbourg, etc. etc.,1849 (dédicace : "À Sa Majesté la Reine Douairière de Hollande")
- Messe de Requiem pour trois voix d’hommes, Éd. Veuve Muraille, Liège, 1853
- Grétry à Versailles, opéra-comique en un acte, version pour quatuor à cordes (représenté à Huy) – Grétry à Fontainebleau, opéra-comique en un acte avec orchestration (représenté à Liège en 1857), Veuve Muraille, Liège,1856 (texte de Cl. Michaëls) - J.B. Katto, Paris, 1857
- Pierre l’Hermite ou l’départ des Creuhis po l’Terre Sainte, cantate à quatre voix d’hommes, Veuve Muraille, Liège, 1858 (paroles de J. Dehin - en wallon) (dédicace : À Moncheu Châles Godin)
- À mon enfant, romance pour une voix et piano, in La Mélodie. Suite de romances nouvelles, Schott Frères, Bruxelles,1859 (paroles d'Émile Gachet)
- Ouverture Pastorale à grand orchestre, Hommage à Sa Majesté Guillaume III, Roi des Pays-Bas, Prince d'Orange-Nassau, Grand-Duc de Luxembourg, Duc de Limbourg, etc. etc., Huy, 1859 (Cette œuvre est la version orchestrée de l'ouverture de l'opéra-comique Grétry à Fontainebleau)
- Stabat Mater I, 1860[19]
- Magnificat, 1860[20]
- Fantaisie dramatique avec solo de trombone, 1860[21]
- Fantaisie sur la fille du régiment, 1860[22] (Camauër-Donizetti)
- L’Égalité, caprice pour piano, J.B. Katto, Bruxelles, 1860
- L’amour, c’est le bonheur, mélodie pour une voix et piano, Veuve Muraille, Liège, 1860 (paroles de Lucien Springuel[23])
- Messe Solennelle pour deux sopranes, ténor et basse avec accompagnement d’orgue, Éd. Veuve Muraille, Liège, 1860 (dédicace à Son Altesse Impériale et Royale Me la Duchesse de Brabant)
- L’âge du bonheur, mélodie religieuse avec accompagnement de clavier, Veuve Muraille, Liège, 1861 (paroles de A. Cocq) (dédicace Aux Pensionnats de Jeunes Demoiselles)
- Salut au Prince Royal, cantate pour quatre voix d’hommes, composée à l'occasion de la visite faite à la ville de Huy le 14 août 1865 par Son Altesse Royale le Duc de Brabant, Huy, 1865 (paroles de Michaëls fils)
- Bénédiction Solennelle, pour quatre voix et orchestre, 1866[24] (dédicace : À Monsieur Duguet)
- Stabat Mater II, 1867[25]
- Chants d’école, L'Observateur. Revue Pédagogique, Huy, 1881-1885
- Christophe Colomb, chœur à quatre voix d'hommes et solo de baryton, 1883[26]
- La sérénade à la crèche, Noël à quatre voix d'hommes, 1884
- Te Deum, s.d.
- Chœur de fête en pas redoublé, chœur à quatre voix d’hommes, Éd. Gevaert, Gand, s.d. (dédicace : À Monsieur Eugène Godin, Président de la Société d'Amateurs de Huy)
- Tantum ergo et Genitori à quatre voix avec accompagnement d'orgue, s.d.
- Chœur de chasseurs, chœur à quatre voix d’hommes, s.d. (dédicace : À S.A.R. Monseigneur le Comte de Flandres, Président d'honneur de la Société d'Amateurs de Huy)
- Litanies Beatae Mariae, version pour trois voix a capella et version pour soliste avec accompagnement de clavier, Fonds de musique de la Collégiale de Huy, s.d.
- Le Jubilé du Pasteur, chœur à quatre voix d'hommes, Veuve Muraille, Liège, s.d. (dédicace : À Monsieur Hornay, révérend Curé d'Antheit) (paroles de l'Abbé Bodson)
- L’Hymne de la nuit, chœur à quatre voix d'hommes, Éd. Gevaert, Gand, s.d. (dédicace : À Monsieur Joseph Lebeau, Membre de la Chambre des Représentants Belges) (sur une poésie de Lamartine)
- Le Réveil de la cloche, chœur à quatre voix d'hommes, Veuve Muraille, Liège, s.d. (paroles de A. Cocq) (dédicace : À Monsieur Devos, directeur de la Société Royale des Chœurs de Gand)
- L’Ange du travailleur. Chœur d’ouvriers, chœur à quatre voix d’hommes avec bar. solo, Éd. Gevaert, Gand, s.d. (paroles de M. La Garde)
- O Salutaris en mi b, motet à quatre voix mixtes avec accompagnement de hautbois, bassons, cors, timbale, violons, 2es violons, contrebasse, s.d[27].
- Impromptu pour piano, s.d.
- La chanson du page, mélodie, s.d.
- Je l'aimais tant, mélodie, s.d.
- Si j'étais petit oiseau, romance, s.d.
- L'aurore s'allume, s.d.
- Jaguanita, s.d.